# 薮田重守
薮田 重守（やぶた しげもり、寛文4年（1664年） - 延享4年（1747年））は、江戸時代の武家家臣。甲斐国甲府藩主・大和国大和郡山藩主である柳沢氏家臣で、柳沢家の家老。別名は柳沢市正。子に里守。
『甲斐国志』に拠れば、柳沢保格（権太夫）、鈴木主水（主馬、大内蔵）、近藤図書、川口石見、柳沢矢柄とともに家老を務めたという。

## 略歴
美濃国加納藩主・戸田松平家の家臣山田氏の出自。延宝2年（1674年）に江戸へ出て、延宝8年（1680年）に下野国烏山藩主・那須資弥の家臣である薮田重之の養子となる。那須家は貞享4年（1687年）に改易となり、重守は浪人となる。
重守が仕えた柳沢吉保は元禄元年（1688年）11月に将軍・徳川綱吉の側用人に取り立てられ、同年には一万二千石を拝領して大名に列している。重守は元禄元年に吉保に出仕し、薮田五郎右衛門を称している。翌元禄2年には用人役となり50石を拝領し、その後加増を受け元禄7年（1694年）には400石を知行している。
元禄10年（1697年）には家老となり、600石を知行している。将軍綱吉はたびたび吉保邸へ御成を行なっているが、この際に重守も下賜品を拝領している。また、吉保と外様大名との交渉役も務め、「豊田家史料」には熊本藩主・細川綱利や高松藩主・松平頼常、前橋藩主・酒井忠挙、篠山藩主・松平信庸から重守に送られた書状が伝存している。元禄15年（1702年）4月6日には吉保邸が焼失し、この際に吉保は重守邸に一時避難している。

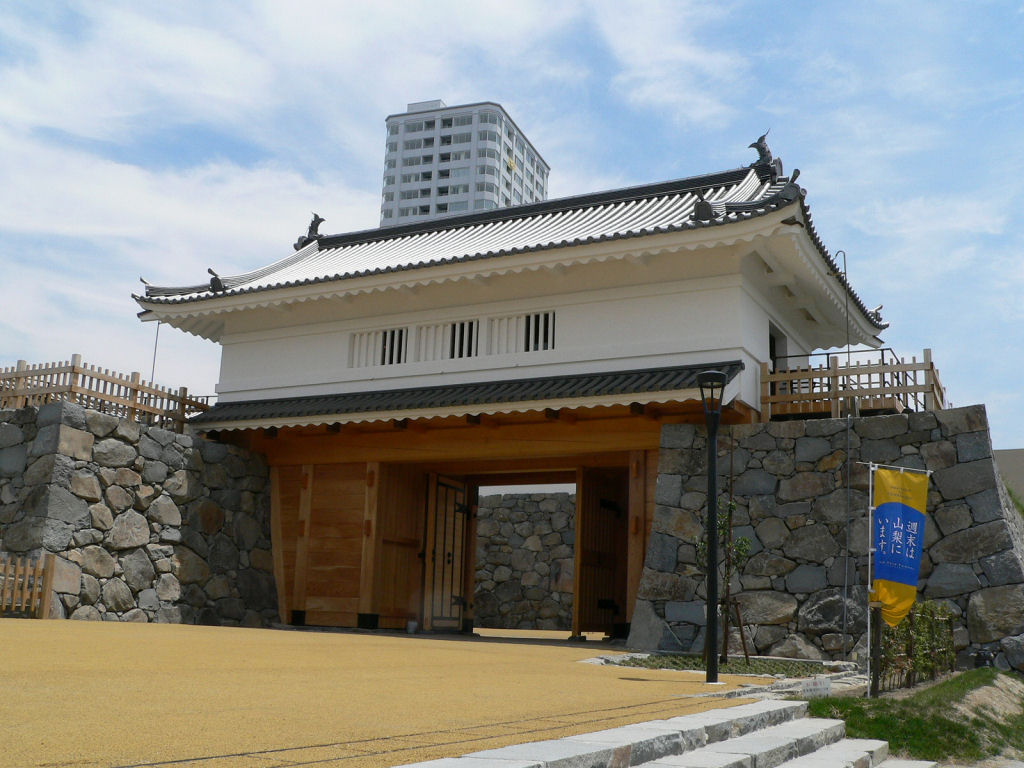
復元された甲府城・山手門

宝永元年（1704年）12月21日に吉保は甲斐国を拝領しているが自身は国元へ赴任せず、重守は甲斐統治に際して現地に赴任し、甲府城の山手門外（甲府市北口）に屋敷地を賜り、1600石を拝領している。
吉保は黄檗宗に帰依し、京都萬福寺の黄檗僧・悦峯道章（えっぽうどうしょう）を招聘している。吉保は甲府岩窪町（山梨県甲府市岩窪町、現在は移転して奈良県大和郡山市永慶寺町）に菩提寺として黄檗宗寺院の永慶寺を創建し、重守は宝永4年（1707年）に吉保名代としての参拝などを行なっている。宝永6年（1709年）に吉保が隠居すると江戸へ戻る。
正徳2年3月21日には柳沢姓を与えられ柳沢市正を称する。翌正徳3年には吉保の娘・増子が重守の子・里守の室となり、重守は柳沢家一門となった。正徳4年１1月2日には吉保が死去し、重守は甲府・永慶寺に運ばれた遺骸に随行し、葬儀を行なっている。
享保9年には柳沢氏が甲斐から大和郡山へ転封され、翌享保10年（1725年）に重守は出家して「白鴎」と号する。柳沢家では荻生徂徠により吉保の公用日記である『楽只堂年録』が編纂されているが、重守は吉保死後の元文5年（1740年）に吉保一代記である『永慶寺殿源公御実録』（豊田家史料）を編纂している。
2011年には山梨県立博物館で開催された『柳沢吉保と甲府城』展に際した豊田家史料の調査において、吉保の重守宛文書が70点以上発見された。吉保の重守宛て書状は関連資料も含めて髙橋（2012）で翻刻されている。